# Успенье (Тверская область)
Успенье — деревня в Бежецком районе Тверской области. Входит в состав Моркиногорского сельского поселения.

## География
Находится в восточной части Тверской области на расстоянии приблизительно 21 км по прямой на юго-запад от районного центра города Бежецк.

## История
Деревня была отмечена еще на карте 1825 года. В 1859 году здесь (тогда деревня Бежецкого уезда Тверской губернии) было учтено 13 дворов, в 1978 — 16.

## Население
Численность населения: 77 человек (1859 год), 8 (русские 100 %) в 2002 году, 10 в 2010.